# لويجي كونتي
لويجي كونتي (بالإيطالية: Luigi Conti)‏ هو كاهن كاثوليكي إيطالي، ولد في 30 مايو 1941 في أوربانيا (إيطاليا) في إيطاليا.